# Sterculia longifolia
Sterculia longifolia är en malvaväxtart som beskrevs av Étienne Pierre Ventenat. Sterculia longifolia ingår i släktet Sterculia och familjen malvaväxter. Utöver nominatformen finns också underarten S. l. patentinervia.